# Baie de Santa Monica

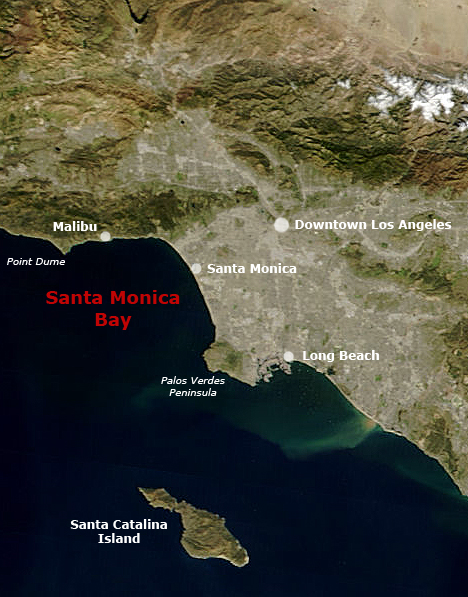
Vue satellite de la baie de Santa Monica.

La baie de Santa Monica est un bras de l'océan Pacifique en Californie du Sud, aux États-Unis. Ses limites sont ambiguës, mais on considère généralement qu'elle comprend la partie de l'océan située à l'intérieur d'une ligne imaginaire reliant Point Dume, à Malibu, et la Péninsule de Palos Verdes.
Autrefois un centre important de pêche commerciale, la qualité de l'eau de la baie a considérablement diminué durant le XXe siècle à cause du rejet de déchets et des égouts venant des villes du comté de Los Angeles. La baie est nommée en l'honneur de Monique, mère d'Augustin, tous deux saints des religions catholique et orthodoxe.
La situation s'est améliorée ces derniers temps, mais durant les hivers pluvieux de la région, la baie souffre encore d'une efflorescence algale et d'autres maladies liées à la pollution de ses eaux, ce qui entraîne la fermeture de la plupart des célèbres plages situées sur sa côte.